# Acokanthera schimperi
Acokanthera schimperi,  es una especie de arbusto perteneciente a la familia Apocynaceae. Es originario de África Oriental y Yemen.

## Descripción
Es un arbusto o pequeño árbol muy ramificado que alcanza un tamaño de hasta 5 m de altura y 5 m de diámetro, con corteza rugosa. Las ramas jóvenes pubescentes o glabras con menos frecuencia, en ángulo visible y acanalado. Hojas muy coriáceas, a menudo algo cóncavas,  pecíolo de 3-7 mm de largo, pubescente en la superficie superior, lámina de 3,8 -7 x 2.5 -5 cm, ampliamente elípticas a subcircular, con el ápice obtuso o agudo mucrón, la base redondeada,. superficie superior brillante, con nervio central y las venas laterales ligeramente elevadas o impresionadas. Las inflorescencias densas con muchas flores en cimas axilares, las flores de olor dulce, de color rosa o rojo el tubo de la corola y lóbulos blancos. Fruta madura de hasta 2 cm de diámetro, subglobosa, de color rojo a morado, 1-2-cabeza de serie. Semillas de hasta 1 cm de largo.

## Toxicidad
Todas las partes de la planta Acokanthera schimperi contienen glucósidos cardenólidos, tales como la ouabaína, cuya ingestión puede suponer un riesgo para la salud.

## Usos
Es una planta medicinal nativa de África, utilizada por la población local para envenenar las puntas de flechas.[cita requerida]

## Taxonomía
Acokanthera schimperi fue descrita por (A.DC.) Oliv. y publicado en Genera Plantarum 2: 696. 1873.
Sinonimia
- Carissa schimperi A.DC. in A.P.de Candolle (1844). basónimo
- Arduina schimperi (A.DC.) Baill. (1888).
- Acokanthera deflersii Schweinf. ex Lewin (1893).
- Acokanthera ouabaio Cathelineau ex Lewin (1893).
- Acokanthera abyssinica K.Schum. in H.G.A.Engler (1895), nom. illeg.
- Carissa inepta Perrot & Vogt (1913).
- Acokanthera friesiorum Markgr. (1923).
- Acokanthera scabra Schweinf. ex Markgr. (1923), pro syn.
- Carissa deflersii (Schweinf. ex Lewin) Pichon (1948).
- Carissa friesiorum (Markgr.) Cufod. (1969).[4][5]